# Antônio Francisco Pereira

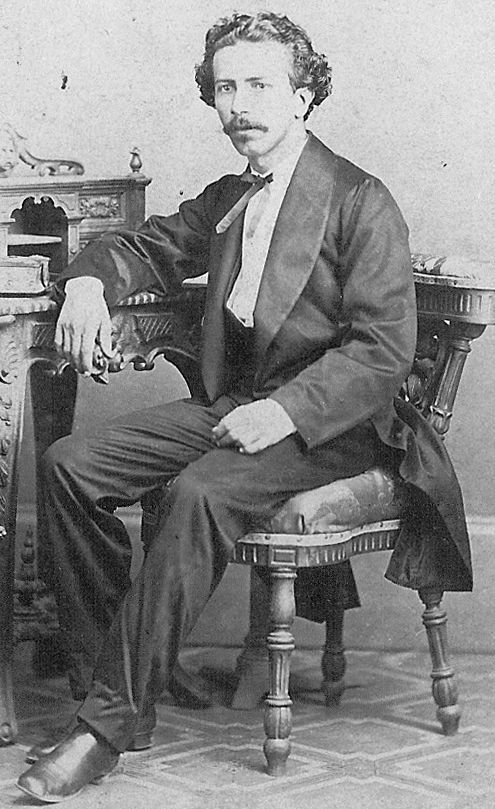
Barão de Bujari fotografado por Alberto Henschel.

Antônio Francisco Pereira, primeiro e único barão de Bujari (? — 8 de dezembro de 1868), foi um militar brasileiro.
Foi coronel da Guarda Nacional.
Deixou descendência, apesar de não ter formalizado união.
Foi agraciado com o título de barão por decreto de 23 de novembro de 1867.